# Pistole puntate
Pistole puntate (Belle Starr's Daughter) è un film del 1948 diretto da Lesley Selander.
È un film western statunitense con George Montgomery, Rod Cameron e Ruth Roman.

## Produzione
Il film, diretto da Lesley Selander su una sceneggiatura di W.R. Burnett, fu prodotto da Edward L. Alperson per la Alson Productions e girato nel ranch di Corriganville a Simi Valley, negli Chaplin Studio a Hollywood, a Bridgeport e nell'Iverson Ranch a Chatsworth, in California, nell'agosto del 1948. Il titolo di lavorazione fu  Rose of Cimarron. L'attrice che interpreta il ruolo di Belle Starr, Isabel Jewell, aveva già interpretato lo stesso ruolo nel film del 1946 La terra dei senza legge.
MyMovies segnala il film come seguito di La ribelle del Sud (Belle Starr) del 1941.

## Distribuzione
Il film fu distribuito con il titolo Belle Starr's Daughter negli Stati Uniti dal 15 novembre 1948 (première a Los Angeles l'11 novembre) al cinema dalla Twentieth Century Fox Film Corporation.
Altre distribuzioni:
- in Germania Ovest il 3 aprile 1953 (Tochter der Prärie)
- in Austria nel maggio del 1954 (Tochter der Prärie)
- in Finlandia il 18 ottobre 1957 (Revolverityttö)
- in Portogallo il 9 dicembre 1957 (Sem Perdão)
- in Svezia il 3 marzo 1958 (Främling med revolver)
- in Brasile (A Filha da Foragida)
- in Germania Ovest (Die wilde Meute)
- in Spagna (La hija de Belle Starr)
- in Italia (Pistole puntate)

## Promozione
Le tagline sono:
- INTO THE CIMARRON COUNTRY CAME A NEW OUTLAW QUEEN TO BREATHE THE FLAME OF BELLE STARR BACK INTO THE HEARTS OF MEN!
- Her Name Was A Proud, Fierce Challenge Flung Defiantly At The West!
- Into the Cimarron Badlands came a new Cattle Queen!